# Joralbiur
Joralbiur (em armênio: Ձորաղբյուր; romaniz.: Jorałbyur)[a] é uma aldeia do município de Jerveje, na província de Cotaique, na Armênia. De acordo com o censo de 2011, havia 2 124 habitantes.

## Geografia
Joralbiur está localizada a 16-10,5 quilômetros a leste de Aboviã, no lado esquerda da rodovia de Erevã-Garni, sobre uma colina enterrada em árvores frutíferas e ornamentais. Os telhados das casas são feitos de lata. Tem tufo preto e vermelho disponíveis. A água potável vem de suas próprias fontes e a irrigação do canal de Cotaique. Subsiste de pecuária e cultivo de cereais. Em termos de infraestrutura, possui uma escola secundária, um clube, uma biblioteca, um departamento de comunicação, centros de serviços domésticos, uma creche e um posto médico.

## História
Joralbiur existe desde a Antiguidade, quando fez parte do distrito (gavar de Cotaia, na província de Airarate do Reino da Armênia. Em 1873, 1897, 1926, 1939, 1959, 1970 e 1979, respectivamente, tinha 379, 604, 949, 1 045, 914, 1 132 e 1 505 habitantes. Parte dos ancestrais de sua população vieram de Coi, no atual Irã, e Elesquirte, na atual Turquia, em 1828-30. Recebeu seu nome atual em 4 de abril de 1946. Nas proximidades da cidade, foram preservadas ruínas de uma fortaleza ciclópica (II-I milênio a.C.), um cemitério, bem como vestígios de várias estruturas, que são restos da aldeia história e estão relacionadas principalmente à antiga região armênia.